# Coop57
Coop57 es una cooperativa de servicios financieros en España destinada a conceder préstamos a proyectos de la economía social.
La cooperativa se inició en 1995 en Barcelona tras el cierre de Editorial Bruguera.
En 2005 se inició un modelo de crecimiento en red y se pasó a una organización horizontal de lo que se denominó secciones territoriales de Coop57, donde la clave del éxito era que el propio tejido social y los movimientos sociales del propio territorio fueran capaces de autogestionar Coop57 en su territorio. La primera sección territorial se creó en Aragón. Posteriormente este modelo se replicó en Madrid (2006), Andalucía (2008), Galicia (2009), País Vasco (2015) y Asturias (2019). 
Los recursos económicos de Coop57 proceden de sus socios. La función esencial de Coop57 es la intermediación financiera. Es decir, captar ahorro para canalizarlo a la financiación de proyectos de economía social y solidaria.
Coop57 no es un banco, sino una cooperativa de servicios y, por lo tanto, todas las personas o entidades que se relacionan con Coop57 lo hacen desde la posición de socio o socia de la cooperativa, formando parte de su estructura de propiedad y participando de forma democrática y asamblearia de las decisiones y rumbo de la cooperativa.
Existen dos tipos de socios:
- Socias de servicios: Personas jurídicas pertenecientes a la economía social (cooperativas, asociaciones, fundaciones, empresas de inserción, etc.). Pueden recibir préstamos de Coop57 si adquieren la condición de socia.
- Socias colaboradoras: Personas físicas o jurídicas que pueden ahorrar a Coop57 a través de realizar aportaciones al capital social de la cooperativa.

Es miembro de la FEBEA (Federación Europea de Bancos Éticos y Alternativos, en inglés European Federation of Ethical and Alternative Banks and Financiers) .